# Ctenotus gagudju
Ctenotus gagudju là một loài thằn lằn trong họ Scincidae. Loài này được Sadlier, Wombey & Braithwaite mô tả khoa học đầu tiên năm 1986.